# Vânători (Iași)
Vânători es una comuna ubicada en el distrito de Iași, Rumania.

## Superficie
Cuenta con una superficie de 57,06 kilómetros cuadrados.

## Demografía
Hasta 2021 la población era de 4100 habitantes, con una densidad de población de 71,85 habitantes por kilómetro cuadrado.